# Xhemal Araniti
Xhemal Araniti, też jako: Xhemal Aranitasi (ur. 25 stycznia 1886 we wsi Aranitas w okręgu Mallakaster, zm. 13 marca 1961 w Turcji) – generał armii albańskiej.

## Życiorys
Był synem Ibrahima Aranitasiego, pułkownika armii osmańskiej i Esmy Jahobegaj. Ukończył szkołę wojskową w Monastirze, a następnie w 1905 akademię wojskową w Stambule w stopniu kapitana artylerii. W czasie I wojny bałkańskiej walczył w armii osmańskiej, jako dowódca oddziału karabinów maszynowych.
W czasie I wojny światowej, kiedy większość terytorium Albanii zajęła armia austro-węgierska, Araniti służył w żandarmerii jako dowódca posterunku. W 1920 wstąpił do armii albańskiej, cztery lata później objął dowództwo batalionu. Walczył przeciwko oddziałom greckim, atakującym południową Albanię. W 1925, po przejęciu władzy przez Ahmeda Zogu, Araniti w randze podpułkownika stanął na czele Komendy Głównej Sił Zbrojnych. Mimo iż najważniejsze decyzje w sprawie armii podejmowali oficerowie pochodzenia cudzoziemskiego, jak Gustav von Myrdacz i Leon Ghilardi, Araniti jako jedyny rodowity Albańczyk w sztabie nominalnie był ich przełożonym. W 1929 otrzymał awans na generała. Pełnił funkcję adiutanta króla Zoga I i był jednym z jego najwierniejszych oficerów.
W 1939 jako głównodowodzący armii albańskiej, w obliczu wojny z Włochami zabronił ogłaszania mobilizacji generalnej i wydawania broni ludności cywilnej. 6 kwietnia 1939, w przededniu inwazji włoskiej opuścił kraj i osiedlił się w Turcji (komendę po nim przejął płk. Prenk Pervizi). Mieszkał tam do końca życia.
Odznaczony Wielką Wstęgą Orderu Skanderbega I kl.
Był żonaty (żona Ifet z d. Halitaj).